# Кројдн (Пенсилванија)
Кројдн (енгл. Croydon) насељено је место без административног статуса у америчкој савезној држави Пенсилванија.

## Демографија
По попису из 2010. године број становника је 9.950, што је 43 (-0,4%) становника мање него 2000. године.
| Група             | 2000.         | 2010.         |
| Белци             | 9.105 (91,1%) | 8.253 (82,9%) |
| Афроамериканци    | 289 (2,9%)    | 491 (4,9%)    |
| Азијати           | 128 (1,3%)    | 293 (2,9%)    |
| Хиспаноамериканци | 368 (3,7%)    | 737 (7,4%)    |
| Укупно            | 9.993         | 9.950         |